# Campionato europeo femminile under 19 di pallavolo 1988
Il campionato europeo femminile under 19 di pallavolo 1988 si è svolto dal 22 al 30 luglio 1988 a Bormio, in Italia. Al torneo hanno partecipato 12 squadre nazionali europee e la vittoria finale è andata per l'undicesima volta consecutiva all'Unione Sovietica.

## Qualificazioni
Hanno partecipato al campionato europeo juniores la nazionale del paese ospitante, le prime tre squadre classificate al campionato europeo juniores 1986 e otto squadre provenienti dai gironi di qualificazioni.

## Gironi
Dopo la prima fase a gironi, le prime due classificate di ogni girone hanno acceduto alle semifinali per il primo posto, la terza e la quarta classificata di ogni girone hanno acceduto alle semifinali per il quinto posto e le ultime due classificate di ogni girone hanno acceduto alle semifinali per il nono posto.
| Girone A                                                    | Girone B                                                           |
| ----------------------------------------------------------- | ------------------------------------------------------------------ |
| Bulgaria Germania Est Germania Ovest Grecia Polonia Romania | Cecoslovacchia Francia Italia Paesi Bassi Turchia Unione Sovietica |

## Fase finale

### Finali 1º e 3º posto
|  | Semifinali       | Semifinali       | Semifinali |        |                  | 1º/2º posto      | 1º/2º posto | 1º/2º posto |  |
|  |                  |                  |            |        |                  |                  |             |             |  |
|  | Italia           | Italia           | 3          |        |                  |                  |             |             |  |
|  | Italia           | Italia           | 3          |        |                  |                  |             |             |  |
|  | Bulgaria         | Bulgaria         | 0          |        |                  |                  |             |             |  |
|  | Bulgaria         | Bulgaria         | 0          |        | Unione Sovietica | Unione Sovietica | 3           |             |  |
|  |                  |                  |            |        | Unione Sovietica | Unione Sovietica | 3           |             |  |
|  |                  |                  | Italia     | Italia | 0                |                  |             |             |  |
|  | Unione Sovietica | Unione Sovietica | Italia     | Italia | 0                | 3                |             |             |  |
|  | Unione Sovietica | Unione Sovietica |            |        |                  | 3                |             |             |  |
|  | Romania          | Romania          | 0          |        |                  | 3º/4º posto      | 3º/4º posto | 3º/4º posto |  |
|  | Romania          | Romania          | 0          |        |                  |                  |             |             |  |
|  |                  |                  |            |        |                  |                  |             |             |  |
|  |                  |                  |            |        |                  | Romania          | Romania     | 3           |  |
|  |                  |                  |            |        |                  | Romania          | Romania     | 3           |  |
|  |                  |                  |            |        |                  | Bulgaria         | Bulgaria    | 0           |  |

### Finali 5º e 7º posto
|  | Semifinali     | Semifinali     | Semifinali |         |              | 5º/6º posto    | 5º/6º posto    | 5º/6º posto |  |
|  |                |                |            |         |              |                |                |             |  |
|  | Germania Est   | Germania Est   | 3          |         |              |                |                |             |  |
|  | Germania Est   | Germania Est   | 3          |         |              |                |                |             |  |
|  | Francia        | Francia        | 0          |         |              |                |                |             |  |
|  | Francia        | Francia        | 0          |         | Germania Est | Germania Est   | 3              |             |  |
|  |                |                |            |         | Germania Est | Germania Est   | 3              |             |  |
|  |                |                | Polonia    | Polonia | 1            |                |                |             |  |
|  | Polonia        | Polonia        | Polonia    | Polonia | 1            | 3              |                |             |  |
|  | Polonia        | Polonia        |            |         |              | 3              |                |             |  |
|  | Cecoslovacchia | Cecoslovacchia | 0          |         |              | 7º/8º posto    | 7º/8º posto    | 7º/8º posto |  |
|  | Cecoslovacchia | Cecoslovacchia | 0          |         |              |                |                |             |  |
|  |                |                |            |         |              |                |                |             |  |
|  |                |                |            |         |              | Cecoslovacchia | Cecoslovacchia | 3           |  |
|  |                |                |            |         |              | Cecoslovacchia | Cecoslovacchia | 3           |  |
|  |                |                |            |         |              | Francia        | Francia        | 2           |  |

### Finali 9º e 11º posto
|  | Semifinali     | Semifinali     | Semifinali |        |                | 9º/10º posto   | 9º/10º posto  | 9º/10º posto  |  |
|  |                |                |            |        |                |                |               |               |  |
|  | Germania Ovest | Germania Ovest | 3          |        |                |                |               |               |  |
|  | Germania Ovest | Germania Ovest | 3          |        |                |                |               |               |  |
|  | Turchia        | Turchia        | 0          |        |                |                |               |               |  |
|  | Turchia        | Turchia        | 0          |        | Germania Ovest | Germania Ovest | 3             |               |  |
|  |                |                |            |        | Germania Ovest | Germania Ovest | 3             |               |  |
|  |                |                | Grecia     | Grecia | 1              |                |               |               |  |
|  | Grecia         | Grecia         | Grecia     | Grecia | 1              | 3              |               |               |  |
|  | Grecia         | Grecia         |            |        |                | 3              |               |               |  |
|  | Paesi Bassi    | Paesi Bassi    | 1          |        |                | 11º/12º posto  | 11º/12º posto | 11º/12º posto |  |
|  | Paesi Bassi    | Paesi Bassi    | 1          |        |                |                |               |               |  |
|  |                |                |            |        |                |                |               |               |  |
|  |                |                |            |        |                | Paesi Bassi    | Paesi Bassi   | 3             |  |
|  |                |                |            |        |                | Paesi Bassi    | Paesi Bassi   | 3             |  |
|  |                |                |            |        |                | Turchia        | Turchia       | 1             |  |

## Classifica finale
| Classifica | Squadre          | Qualificazione                   |
| ---------- | ---------------- | -------------------------------- |
|            | Unione Sovietica | Campionato europeo juniores 1990 |
|            | Italia           | Campionato europeo juniores 1990 |
|            | Romania          | Campionato europeo juniores 1990 |
| 4          | Bulgaria         |                                  |
| 5          | Germania Est     |                                  |
| 6          | Polonia          |                                  |
| 7          | Cecoslovacchia   |                                  |
| 8          | Francia          |                                  |
| 9          | Germania Ovest   |                                  |
| 10         | Grecia           |                                  |
| 11         | Paesi Bassi      |                                  |
| 12         | Turchia          |                                  |